# رمزية الألوان
علم النفس اللوني والرمزية اللونية في الفن وعلم الإنسان، وتشير الرمزية اللونية إلى استخدام الألوان بوصفها رمزًا في جميع الثقافات. يشير علم النفس اللوني إلى تأثير اللون على المشاعر والسلوك البشري، تمييزًا لها عن الاستطباب بالضوء (بالإنجليزية: Phototherapy)‏ (استخدام الأشعة فوق البنفسجية لعلاج يرقان الرضع).
الرمزية اللونية وعلم النفس اللوني مبنيان ثقافيًا على روابط تختلف باختلاف الزمان، والمكان، والثقافة. في الواقع، قد يكون للّون الواحد رموز مختلفة جدًا وآثار نفسية في نفس المكان. الرمزية اللونية هي مجال مستمر للدراسة تعتمد على مجموعة كبيرة من الأدلة التراثية القصصية، لكن لا تدعمها بيانات من دراسات علمية مثبتة.
يستخدم اللون الأحمر غالبًا في أمريكا الشمالية ليشير إلى التوقف، كما في إشارات التوقف أو الخطر، وفي ضوء الإنذار. وفي نفس الوقت يرمز إلى الحب، كما هو الحال في عيد الحب. أي شخص غير مطلع على الترميز الثقافي للون الأحمر في أمريكا الشمالية قد يخلط بين رمزية اللون الأحمر للقلب عيد الحب فيعتبره تحذيرًا. التنوع الثقافي موجود في رمزية الأبيض، والذي يعتبر تاريخيًا كإشارة للنقاء والعذرية، أو الموت (كما رواية موبي ديك للروائي هيرمان ملفيل). وفي أمريكا الشمالية يعتبر لون رداء الزفاف. وفي فترات معينة في التاريخ، كان لوناً يُرتدى في الجنازات في أجزاء من اليابان والصين.

## الفضي
الأناقة، والتواضع، والاحترام، والتبجيل، والاستقرار، والدقة، والحكمة، والشيخوخة، والضجر، والاضمحلال، والتداعي، والبلادة، والغبار، والتورط، والتلوث، والزحف العمراني، والمشاعر القوية، والتوازن، والحياد، والحداد، والرسمية، وشهر آذار / مارس.

## الأبيض
الضوء ، والتبجيل، والنقاء ، والصدق، والثلج ، والسلام، والبراءة ، والنظافة ، والبساطة، والأمن، والتواضع، والعقم، والشتاء، والبرودة ، والنقد، والاستسلام، والجبن، والخوف، وعدم التصور، والهواء، والنار، والموت (الثقافات الشرقية)، والحياة، والزواج (الثقافات الغربية) ، والأمل، وبرج الحمل ، وبرج الحوت، واللطف، الفراغ والود (لوصف الأمكان الداخلية)، وشهر كانون الثاني / يناير ، والاحتفال.

## الأسود
الغياب، الرحيل، الظلمات، السماء ليلاً, والحداثة، والسلطة، والتعقيد، والرسمية، والأناقة، والثروة، والغموض، والموضة، والشر، والموت (الثقافات الغربية)، والخوف، والجنس، والجدية، والاصطلاحية، والتمرد، والفوضى، والوحدة، والحزن، والحياة، والنهضة (مصر القديمة)، والاحتراف، والنحالة (الموضة)، وشهر كانون الثاني / يناير) (فقط في نصف الكرة الشمالي).

## الأحمر
العاطفة، والقوة، والطاقة، والنار، والحب، والجنس ، والإثارة، والسرعة، والحرارة، والغطرسة، والطموح، والقيادة، والذكورة، والخطر، والبهرجة، والدم ، والحرب، والغضب، والثورة، والتطرف، والاشتراكية، والشيوعية، والعدوان، والصيف، والخريف، والتوقف، والمريخ (الكوكب)، والاحترام، وبرج الحمل ، وكانون الأول / ديسمبر، والكنيسة الكاثوليكية الرومانية [بحاجة لمصدر]، والشهداء، والروح القدس، والمحافظة (السياسة الأمريكية)، والثروة (الصين)، والزواج (الهند). وتشير الدراسات إلى أن الأحمر يمكن أن يكون لها تأثر مادي، وزيادة معدل التنفس وزيادة ضغط الدم ؛ ويقال أن الأحمر يزيد الإحساس بالجوع ؛ الروبي الأحمر يعتبر هدية الذكرى السنوية الأربعين للزفاف. الأحمر أيضا هو لون الشيطان في الثقافة الغربية الحديثة. والسلطة، والطغيان، والغباء، والحظ.

## الأزرق
البحار ، والرجال، والسلام، والوحدة، والانسجام، والهدوء، والثقة، ورباطة الجأش، والثقة، والمحافظة، والمياه ، والجليد ، والولاء، والجدارة، والنظافة، والتكنولوجيا، وفصل الشتاء، والاكتئاب، والبرد، والمثالية، والهواء ، والحكمة ، والملكية، والنبل ، وكوكب الأرض ، والحوت الأزرق، وبرج الدلو ، والقوة ، والصمود، والضوء، والود ، شهر تموز / يوليو (الأزرق السماوي)، شباط / فبراير (الأزرق الداكن)، والسلام ، والصدق، والحب، والحزن، والانطواء، ومريم العذراء ، والليبرالية (السياسة الأمريكية). في كثير من الثقافات المتنوعة يعتبر الأزرق بأنه يبقي الأرواح الشريرة بعيدًا، وكذلك الغباء ، وسوء الحظ.

## الأخضر
النماء والطبيعة النظيفة والسلام والتجدد
- الطبيعة الخضراء وكذلك المبادرة ، وبمعنى إمض ِ (وخصوصا بين الثقافات الغربية (مثل إشارات المرور).
- وهو لون يهدئ العينين ويعطي تأثير مهدئا عند النظر إليه، بسبب ارتباطه بخضرة الطبيعة.
- كما أنه لون الربيع، وهو وقت النهضة والتجديد. ويستخدم في شعارات الشركات ليدل على التجدد والطاقة لعلامتها التجارية.
- الربيع يعني الشباب. يدل على الصناعات صديقة البيئة.
- الثورة في ليبيا بما تسمى بـ ثورة الفاتح.

الذكاء الواسع، والطبيعة، والربيع، والخصوبة، والشباب، والبيئة، والثروة، والمال، وحسن الحظ، والنشاط، والكرم، والمضي، والحشائش ، والعدوان، والبرد، والغيرة، ووصمة العار (الصين)، والمرض ، والجشع، وثقافة المخدرات الماريوانا ، والفساد، والحياة الأبدية، والهواء ، والأرض (العناصر الكلاسيكية)، والإخلاص، والسرطان (الأخضر الزاهي)، والتجديد، والوفرة الطبيعية، والنمو، والصحة ، وآب / أغسطس، وتحقيق التوازن والانسجام، والاستقرار، والتهدئة، الإبداع، والإسلام.
وخلال العصور الوسطى ، استخدم كلا الأخضر والأصفر لترمز إلى الشيطان. ويعتقد أن الأخضر أكثر الألوان جلبا للحظ في بعض الدول الغربية بما فيها بريطانيا وإيرلندا، والولايات المتحدة الأمريكية.

## الأصفر
الحرارة ، الشمس ، السرعة ، الخيانة ، الحقد ، الصيف ، المرض، الغباء، الانقياد والتبعية

## الأرجواني
لون الطاقة والحماس ،والسعادة ، والطاقة ، والتوازن ، والحرارة ، والحرائق ، والحماس ، التوهج ، واللعب ، البهرجة ، الخريف ، والرغبة

## برتقالي
الطاقة وفتح الشهية والصيف

## بني
الحذر ، التشدد ، الرهبة ، اليأس ، الكآبة